# Banchopsis crassicornis
Banchopsis crassicornis là một loài tò vò trong họ Ichneumonidae.